# Allium pallasii
Allium pallasii là một loài thực vật có hoa trong họ Amaryllidaceae. Loài này được Murray mô tả khoa học đầu tiên năm 1775.